# Graham Westbrook Rowley
Graham Westbrook Rowley (ur. 31 października 1912 w Manchesterze, zm. 31 grudnia 2003 w Ottawie) – badacz polarny, odkrywca, archeolog.
Graham Rowley, tuż po ukończeniu University of Cambridge jako archeolog w 1936 przyłączył się do brytyjsko-kanadyjskiej ekspedycji arktycznej, która kierowała się w stronę Ziemi Baffina i słabo zbadanego, wschodniego wybrzeża zatoki Basenu Foxe’a. Podczas tej wyprawy udało się do końca określić brzeg Ziemi Baffina i odkryć kilka wysp. Założono także stanowisko archeologiczne na małej wyspie Avvaja tuż obok wyspy Igloolik leżącej między półwyspem Melville’a a Ziemią Baffina.
Dzięki grantowi naukowemu z Cambridge University w 1938 roku wrócił do badań polarnych. Na stanowisku archeologicznym w Avvajja odkrył ślady kultury Dorset, które pomogły potwierdzić, że jest to kultura odrębna i starsza niż Kultura Thule. Wyniki swoich badań opublikował w 1940 w artykule „The Dorset Culture of the Eastern Arctic” w czasopiśmie naukowym American Anthropologist.
Po zakończeniu II wojny światowej związał swoją karierę z Kanadą i regionem polarnym, pracując w Kanadzie między innymi jako profesor na Uniwersytecie Carleton i dorardca naukowy. W czasie kariery wielokrotnie odwiedzał regiony Basenu Foxe’a i Ziemi Baffina, również z córką, Susan, która została archeologiem. Przyczynił się do powstałego w 1975 Igloolik Research Centre.
W 1963 został odznaczony przez Royal Canadian Geographical Society medalem Medal Massey, a w 1985 został honorowym członkiem American Polar Society. Autor książki Cold Comfort: My Love Affair with the Arctic (1996) oraz współautor The Circumpolar North (1978). Jego imię nadano wyspie arktycznej w Basenie Foxe’a Rowley Island.

## Książki
- The circumpolar north: a political and economic geography of the Arctic and Sub-Arctic (1978) (współautor) ISBN 0-416-85430-3.
- Cold Comfort: My Love Affair with the Arctic (1996) ISBN 0-7735-3005-3.